# Corriente de Opinión Nacional
La Corriente de Opinión Nacional, denominada también con la sigla CON, es una línea interna de orientación ideológica socialdemócrata de la Union Civica Radical, fundada a principios de la década de 1990 y liderada por Federico Storani. Esta línea es continuadora de lo que fue Junta Coordinadora Nacional y se origina a partir de la fractura del Movimiento de Renovación y Cambio a mediados de los años 80, debido al alejamiento de La Coordinadora de éste. Durante la década de 1990 la CON fue una de las líneas internas del radicalismo con mayor fuerza. La Coordinadora primero, desde mediados de los ochenta, y la CON después, en los años noventa, fue el sector de la UCR crítico a Raúl Alfonsín, quien lideraba desde 1983 el partido radical, en especial de las leyes de Obediencia debida y Punto Final y del Pacto de Olivos. 

## Historia
A principios de 1990 se crea La Corriente de Opinión Nacional bajo el liderazgo de Federico Storani.

### Primer precandidato de la CON
En 1990 la CON decide pelear la candidatura a Gobernador de la provincia de Buenos Aires 1991 y presentó como precandidato a gobernador al Intendente bahiense, Juan Carlos Cabiron y a Jorge Young ex Intendente de pergamino (1983-1987) como precandidato a vicegobernador.
La formula saldría en tercer lugar con el 23,67 por ciento de los votos siendo derrotados por Juan Carlos Pugliese y Melchor Posse.

### La CON pelea la candidatura a presidente
En 1994 La CON presentó como precandidato a presidente de la Nación a su líder Federico Storani en fórmula completada por Rodolfo Terragno y apoyados por el Ateneo del Centenario del diputado nacional Jesús Rodríguez, perdiendo en la elección interna obteniendo  207.423 votos contra la formula Horacio Massaccesi - Antonio Maria Hernandez que obtuvo 340.118 votos.
En el año 2003, la Diputada Nacional de la CON Margarita Stolbizer fue candidata a Gobernador de Buenos Aires acompañada por el exdiputado Provincial, Miguel Ángel Bazze quedando en cuarto lugar con el 8.97 %.

### Políticos que pertenecieron a la CON que se fueron del radicalismo
En las filas de la CON militaron numerosos políticos de la UCR, muchos de los cuales hoy se encuentran fuera del radicalismo, entre ellos podemos citar a: 
- Margarita Stolbizer (Diputada Nacional UCR, GEN-Coalición Cívica y GEN-Frente Amplio Progresista)
- Elisa Carrió (Diputada Nacional UCR, Coalición Civica y Coalición Civica ARI),
- Jaime Linares (ex intendente de Bahía Blanca, senador nacional por el GEN-Frente Amplio Progresista),
- Raúl Alconada Sempé (exviceministro de Defensa y Vicecanciller del gobierno de Raúl Alfonsín)

- Ricardo Vázquez (exdiputado nacional de la UCR)
- Carlos Martín (exdiputado provincial de la UCR y subsecretario de Seguridad Interior del Ministerio del Interior del gobierno de Fernando De la Rúa)
- Francisco Ferro (diputado nacional de la Coalición Cívica),
- Pedro Azcoiti (diputado nacional de la UCR),
- Daniel Katz (diputado nacional del Consenso Federal),
- Juan Carlos Pugliese (hijo) (secretario de Políticas Universitarias del Ministerio de Educación del gobierno de Fernando De la Rúa, entre otros.

### Fracaso de la Alianza
La CON sufrió un duro golpe con el fracaso de la Alianza UCR-Frepaso en 2001 - 2002, fracturándose y dando origen a varios partidos políticos como el ARI y el GEN, mientras otros sectores de la CON de la Provincia de Buenos Aires se sumaron al kirchnerismo, constituyéndose en los denominados Radicales K.

### Alianza de la CON con el MODESO
En 2001 Storani resulta elegido en elecciones internas presidente del comité provincial de Buenos Aires para el periodo 2001-2003 tras ganarle a Ricardo Alfonsín.En 2003 otra miembro de la CON Margarita Stolbizer resultó elegida presidenta con Daniel Salvador perteneciente entonces a MODESO, como vicepresidente.
Desde 2003 la CON se alió con la línea interna de la UCR con la que rivalizó en los años 90, el Movimiento para la Democracia Social (MODESO), esta alianza perduró hasta enero del año 2011 cuando se separó debido a que el MODESO decidió apoyar la candidatura de Ricardo Alfonsín, mientras la CON trato de imponer la candidatura de Ernesto Sanz. Pero al bajarse Sanz y no aceptar competir en internarmas con Ricardo Alfonsín la CON quedó muy debilitada, llegando prácticamente a disolviéndose después de las elecciones presidenciales de octubre de 2011.
En 2014 nuevamente la CON junto al MODESO formaron una alianza para apoyar la candidatura de Daniel Salvador para la presidencia del comité provincial de Buenos Aires la cual perdió contra Ricardo Alfonsín y su línea interna MORENA.

### Storani vicepresidente del Comité Nacional
El día 15 de febrero de 2017, el líder de la CON Federico Storani fue elegido vicepresidente segundo del Comité Nacional de la Unión Cívica Radical que será presidida por Alfredo Cornejo para el periodo 2017-2019. Durante 2018 y 2019 salió varias veces en televisión criticando a la coalición Cambiemos y al PRO de Macri por no escuchar al radicalismo.

## Elecciones Internas
Elecciones Internas UCR para Gobernador de Buenos Aires 1991 
|  | 41,89 % |

|  | 34,43 % |

|  | 23,67 % |

|  | 62.11 % |

|  | 37.89 % |

|                     |     | Storani/Terragno (CON | Storani/Terragno (CON | Storani/Terragno (CON | Massaccesi/Hernández (LC) | Massaccesi/Hernández (LC) | Massaccesi/Hernández (LC) |
| Provincia           | El. | Votos                 | %                     | El.                   | Votos                     | %                         |                           |
| ------------------- | --- | --------------------- | --------------------- | --------------------- | ------------------------- | ------------------------- | ------------------------- |
| Buenos Aires        |     | 63.404                | 39,00                 |                       | 93.621                    | 61,00                     |                           |
| Capital Federal     |     | 31.277                | 60,00                 |                       | 20.857                    | 40,00                     |                           |
| Catamarca           |     | 1.650                 | 13,00                 |                       | 10.887                    | 76,00                     |                           |
| Chaco               |     | 11.473                | 52,00                 |                       | 10.291                    | 48,00                     |                           |
| Chubut              |     | 1.053                 | 16,00                 |                       | 5.646                     | 84,00                     |                           |
| Córdoba             |     | 12.984                | 12,00                 |                       | 93.509                    | 88,00                     |                           |
| Corrientes          |     | 1.621                 | 12,00                 |                       | 6.451                     | 46,00                     |                           |
| Entre Ríos          |     | 9.328                 | 46,00                 |                       | 10.009                    | 54,00                     |                           |
| Formosa             |     | 3.914                 | 44,00                 |                       | 4.907                     | 45,00                     |                           |
| Jujuy               |     | 3.096                 | 49,00                 |                       | 3.135                     | 51,00                     |                           |
| La Pampa            |     | 1.369                 | 29,00                 |                       | 3.403                     | 71,00                     |                           |
| La Rioja            |     | 1.990                 | 30,00                 |                       | 4.733                     | 70,00                     |                           |
| Mendoza             |     | 16.600                | 71,00                 |                       | 6.200                     | 29,00                     |                           |
| Misiones            |     | 3.833                 | 44,00                 |                       | 4.845                     | 56,00                     |                           |
| Neuquén             |     | 637                   | 19,00                 |                       | 2.741                     | 81,00                     |                           |
| Río Negro           |     | 865                   | 4,50                  |                       | 19.742                    | 95,50                     |                           |
| Salta               |     | 492                   | 29,00                 |                       | 1.214                     | 71,00                     |                           |
| San Juan            |     | 2.802                 | 31,00                 |                       | 5.423                     | 69,00                     |                           |
| San Luis            |     | 2.455                 | 45,00                 |                       | 3.035                     | 55,00                     |                           |
| Santa Cruz          |     | 856                   | 24,00                 |                       | 2.872                     | 76,00                     |                           |
| Santa Fe            |     | 34.796                | 53,00                 |                       | 23,790                    | 41,00                     |                           |
| Santiago del Estero |     | 384                   | 26,00                 |                       | 1.088                     | 74,00                     |                           |
| Tierra del Fuego    |     | 328                   | 28,00                 |                       | 936                       | 71,00                     |                           |
| Tucumán             |     | 216                   | 21,00                 |                       | 783                       | 78,00                     |                           |
| Total               |     | 207.423               | 37,89                 |                       | 340.118                   | 62,11                     |                           |

|  | 53,6 % |

|  | 46,4 % |

## Elecciones Gobernador de Buenos Aires
Elecciones Gobernador Buenos Aires 2003
| Elecciones en la Provincia de Buenos Aires del 14 de septiembre de 2003. Gobernador y Vicegobernador Escrutinio provisorio (94,68%) |

| Candidatos                             | Partido/Alianza                           | Votos     | %     |
| -------------------------------------- | ----------------------------------------- | --------- | ----- |
| Felipe Solá Graciela Giannettasio      | Partido Justicialista                     | 2.563.136 | 43,32 |
| Luis Patti Silvia Barreiro             | Federalista por Buenos Aires              | 733.262   | 12,39 |
| Aldo Rico Juan Carlos Pellita          | Frente Popular Bonaerense                 | 684.176   | 11,56 |
| Margarita Stolbizer Miguel Ángel Bazze | Unión Cívica Radical                      | 530.531   | 8,97  |
| Carlos Raimundi Liliana Piani          | Afirmación para una República Igualitaria | 493.752   | 8,35  |
| Jorge Rivas León Zimerman              | Partido Socialista-Izquierda Unida        | 249.896   | 4,22  |
| Hernán Lombardi Arturo Hotton          | Recrear para el Crecimiento               | 233.300   | 2,45  |
|                                        |                                           |           |       |
| Votos positivos                        |                                           | 5.916.669 | 84,31 |
|                                        |                                           |           |       |
| Votos en blanco                        |                                           | 1.014.771 | 14,46 |
| Votos nulos                            |                                           | 86.556    | 1,23  |
| Total votantes (71,53%)                |                                           |           |       |
| Electores habilitados                  |                                           | 9.811.286 |       |